# Алинско кале
Алинското кале е българска крепост, която е разположена в непосредствена близост до Алинския манастир „Св. Спас“. Крепостта е разположена на около 7 километра от село Алино, община Самоков. Останките от крепостната стена на места достигат до височина от 2,5 метра. В миналото стените са ограждали двор с площ около 3 декара. Крепостта е проучвана от археолози. Предполага се, че Алинското кале е построено през периода 12-13 век и е продължило да съществува до средата на 17 век.